# Fernanda Marques
Fernanda Marques (São Paulo, 19 de junho de 1965) é uma arquiteta, colecionadora de arte e empresária brasileira.

## Biografia
Formou-se no curso de Arquitetura na Faculdade de Arquitetura e Urbanismo de São Paulo (FAU) vinculada a Universidade de São Paulo (USP) no ano de 1988.
Fernanda atribuiu a escolha da carreira de arquiteta por desde criança reparar muito nos lugares em que estava. Seu trabalho é reconhecido no Brasil e no exterior, assinando obras em cidades como Nova Iorque, Miami, Londres e Lisboa. No Brasil, assinou obras em lugares como na Rua Oscar Freire em São Paulo e no Rio de Janeiro.
É reconhecida por seu vasto reportório e sempre capaz de se renovar. Em entrevista para o jornal paranaense Gazeta do Povo, disse que sua maior experiência foi a 'arquitetura brutalista brasileira', muito influenciada pelo curso de arquitetura da USP.
Atualmente, é responsável pelo comando de um escritório com seu nome situado na Vila Olímpia - bairro nobre de São Paulo. O escritório possui setenta funcionários e é responsável por uma série de empreendimentos em São Paulo e outras localidades. Dada a sua importância no cenário arquitetônico brasileiro, Fernanda consolidou-se como um dos principais nomes na arquitetura brasileira.
Também integra o Comitê de Aquisições da galeria Tate Modern, de Londres para a América Latina. Recebeu inúmeros prêmios nas últimas décadas citando alguns como, nove Design Awards com os bancos Geomorph e Infinite e os projetos da Malibu Residence, da Chef´s Kitchen Lounge (Casa Boa Mesa), da Garage Lounge Multipurpose Space (Casa Black), das lojas John John, da residência Limantos, da residência Fazenda Boa Vista e do revestimento Synapsis. Dois Americas Property Awards pela residência Tavarua e pelo escritório Ermenegildo Zegna.